# Hermenias
Hermenias es un género de polillas tortrícidas perteneciente a la tribu Eucosmini, de la subfamilia Olethreutinae, orden Lepidoptera. Fue descrito por Edward Meyrick en 1911.

## Especies
- Hermenias dnophera Dianokoff, 1983
- Hermenias epidola Meyrick, 1911
- Hermenias pachnitis Meyrick, 1912
- Hermenias pilushina Razowski, 2000
- Hermenias rivulifera Turner, 1946
- Hermenias semicurva (Meyrick, 1912)
- Hermenias zygodelta Meyrick, 1938